# Odaia, Moghilău
Odaia (în ucraineană Одая) este un sat în orașul regional Moghilău din regiunea Vinnița, Ucraina.

## Demografie
Componența lingvistică a localității Odaia
     Ucraineană (100%)
Conform recensământului din 2001, toată populația localității Odaia era vorbitoare de ucraineană (100%).